# Сапаков, Кумусбек
Кумусбе́к Сапа́ков (каз. Күмісбек Сапақов; 1885 год, Туркестанский край, Российская империя — 1980 год) — колхозник, старший чабан колхоза «Овцевод» Шаульдерского района Южно-Казахстанской области, Казахская ССР. Герой Социалистического Труда (1949).

## Биография
Родился в 1885 году (по другим сведениям — в 1896 году). Происходит из подрода мангытай рода котенши племени конырат. С раннего детства занимался батрачеством. В 1930 году вступил в колхоз «Талапты» Кзылкумского района Чимкентской области. С 1942 года участвовал в Великой Отечественной войне. После демобилизации возвратился в 1945 году в родной колхоз, где стал работать старшим чабаном. С 1946 года работал в колхозе «Овцевод» (с 1957 года — одноимённый совхоз) Кзылкумского района Чимкентской области.
Ежегодно показывал высокие трудовые результаты. В 1946 году вырастил в среднем по 104 ягнёнка от каждой сотни овцематок и получил 76 % смушек первого сорта. В 1948 году обслуживал 401 каракульских овцематок. По итогам работы получил 86 % смушек первого сорта и вырастил к отбивке в среднем по 114 ягнят от каждой сотни овцематок. Указом Президиума Верховного Совета СССР от 12 июля 1949 года удостоен звания Героя Социалистического Труда за «получение высокой продуктивности животноводства в 1948 году при выполнении колхозами обязательных поставок сельскохозяйственных продуктов и плана развития животноводства по всем видам скота» с вручением ордена Ленина и золотой медали «Серп и Молот» (№ 4197).
Этим же указом званием Героя Социалистического Труда были награждены председатель колхоза «Овцевод» Оспан Шораев (лишён звания в 1953 году), заведующие овцеводческими фермами Мнайдар Карамолдаев, Мусабай Кулумбетов (лишён звания в 1953 году), чабаны Тулеген Байтанов, Кайкибай Куатбеков, Нускабай Кулумбетов и Кожамурат Нарымбетов.
В 1959 году вышел на пенсию. Проживал в Шаульдерском районе. Умер в 1980 году.
Награды
- Герой Социалистического Труда
- Орден Ленина (1949).